# Proterra
Proterra war ein US-amerikanisches Automobil- und Energiespeicherunternehmen mit Sitz in Burlingame, Kalifornien. Das Unternehmen entwickelte und fertigte elektrische Nahverkehrsbusse und elektrische Ladesysteme.

## Geschichte
Proterra, Inc. wurde 2004 in Golden, Colorado, von Dale Hill gegründet. Hill hatte zuvor TransTeq gegründet, einen Bushersteller aus Denver, der in den 1990er Jahren Hybridbusse baute, sowie Alumatech,  das Aluminium-Kippanhänger herstellte.

Im Februar 2010 gab Proterra bekannt, dass das Unternehmen seine Produktionsstätte von Golden, Colorado, nach Greenville, South Carolina, verlegen wird, da dieses in unmittelbarer Nähe zum Clemson University International Center for Automotive Research liegt.

Im Oktober 2015 verlegte das Unternehmen erneut seinen Hauptsitz, diesmal nach Kalifornien. Im selben Jahr erhielt es einen Zuschuss in Höhe von 3 Millionen US-Dollar von der California Energy Commission, um das Design, die Entwicklung und den Bau der Fertigungslinie für batterieelektrische Transitbusse des Unternehmens in der Stadt Industry in Kalifornien zu finanzieren. Bis 2017 konnte das Unternehmen mehr als 300 Fahrzeuge an verschiedene öffentliche Verkehrssysteme in verschiedenen Städten der Vereinigten Staaten absetzten. 2018 investierte die Daimler AG 155 Millionen US-Dollar in das Unternehmen. 2020 hatte das Unternehmen sein 1000stes Fahrzeug abgesetzt.
Im Januar 2021 gab das Unternehmen bekannt, dass es nach einer bevorstehenden umgekehrten Fusion mit einer Zweckgesellschaft an der NASDAQ notiert werden wird. Das kombinierte Unternehmen sollte einen geschätzten Wert von 1,6 Mrd. US-Dollar haben. Das Unternehmen trat im Februar 2021 in den europäischen Markt ein, indem es begann Volta Trucks mit seinen Batterien zu versorgen. Im Juni 2021 lag der Aktienkurs des Unternehmens bei 14,72 €, am 25. Mai 2023 waren es lediglich 1,145, was einer Marktkapitalisierung von 257,05 Mio. € entsprach.
Im August 2023 meldete das Unternehmen Insolvenz nach Chapter 11 an. Im November wurde im Rahmen des Insolvenzverfahrens die Batterieabteilung Proterra Powered an Volvo, die Abteilung für die Ladegeräteinfrastruktur Proterra Energy an die Investmentfirma Cowen Equity und die Busabteilung an Phoenix Motorcars verkauft. Am 16. Januar 2024 wurde bekanntgegeben, dass das Buswerk in Greenville, South Carolina mit Verlust von 290 Arbeitsplätzen mit Ende Januar 2024 geschlossen und die Produktion zu Phoenix Motorcar verlegt wird.

## Modelle

### EcoRide
Der EcoRide war der erste von Proterra angebotene batterieelektrische Bus, der erstmals als Prototyp auf der APTA Expo 2008 in San Diego mit einer 11 m langen Verbundkarosserie und einer reichweitenverlängernden APU gezeigt wurde. Er wurde 2014 durch den Catalyst ersetzt.

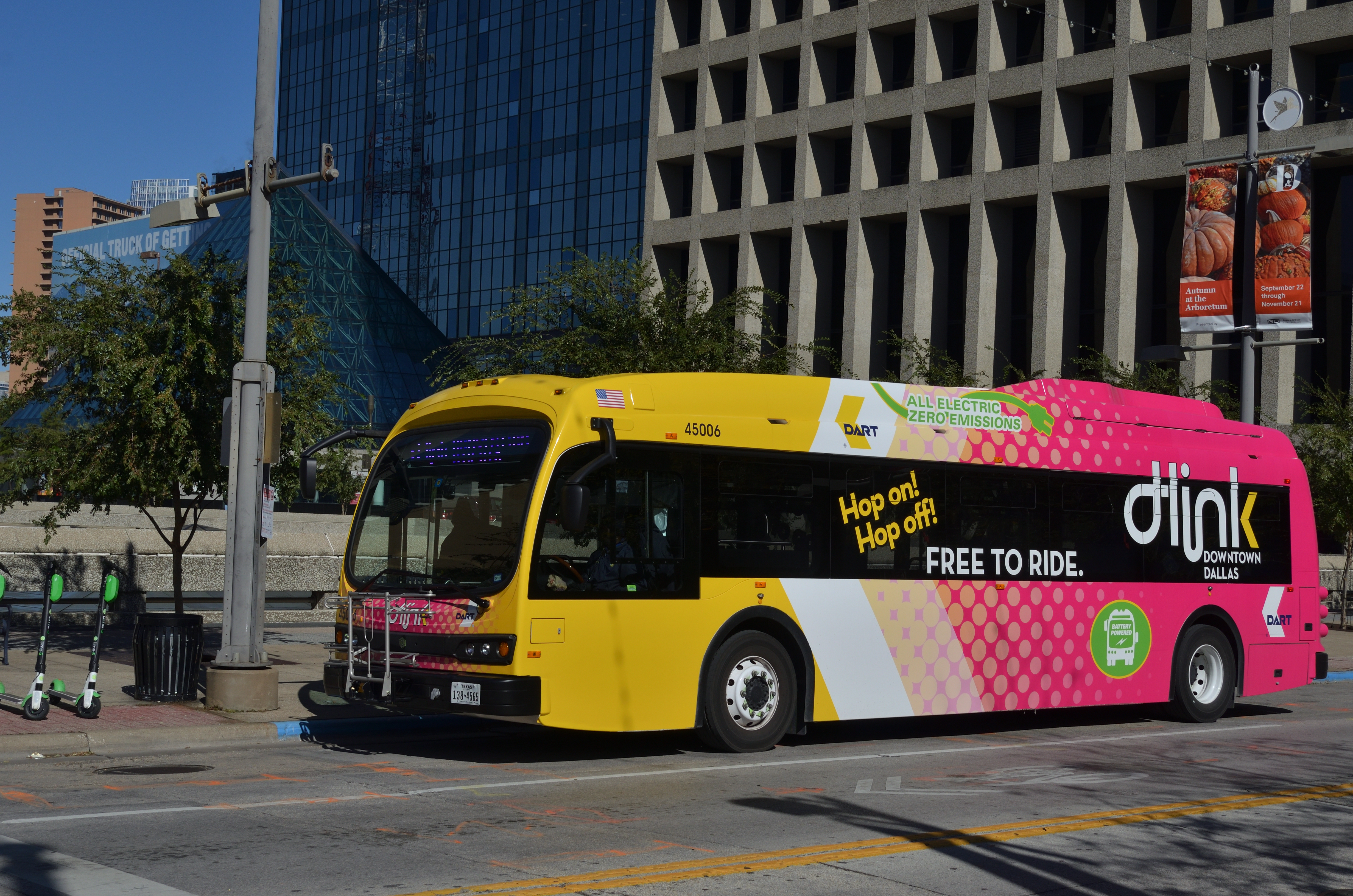
Proterra Catalyst

### Catalyst
Der Catalyst war eine Weiterentwicklung des EcoRide, der 2014 zunächst als 12 m langer Standard-Transitbus mit der gleichen Batterie wie der EcoRide und einem ähnlichen Verbundwerkstoff-Chassis erhältlich war. 2015 wurde ein 11 m langer Catalyst eingeführt, der den früheren EcoRide direkt ersetzte; in diesem Jahr führte Proterra auch die Batterieoption eXtended Range (XR) mit langsamerer Aufladung, aber größerer Kapazität und Reichweite ein.

### ZX5
Am 15. September 2020 kündigte Proterra den Nachfolger des Catalyst an, den ZX5, der in den Nennlängen 12 und 11 m erhältlich ist.